# Segunda División de Chile 1995
El Campeonato Nacional de Fútbol de Segunda División de 1995 fue el 44° torneo disputado de la segunda categoría del fútbol profesional chileno, con la participación de 16 equipos. El torneo se jugó en dos ruedas con un sistema de todos-contra-todos.
Esta fue una de las competiciones más electrizantes de los últimos años. Durante las últimas fechas, cinco equipos tuvieron una competencia, que puso los pelos de punta a varios aficionados. Cobresal, Rangers, Santiago Wanderers, Audax Italiano y Unión San Felipe, se disputaron el ascenso hasta la última fecha, que dejó a Audax Italiano y Santiago Wanderers con 51 puntos, a Cobresal y Rangers con 50 y a San Felipe con 47. 
En la última fecha, que se jugó íntegramente el domingo 3 de diciembre (debido a que el día anterior se celebró la Teletón) todos jugaron a la misma hora. Audax Italiano y Santiago Wanderers empataban a cero en el Estadio Monumental, mientras que Cobresal también empataba a cero con Arica y Rangers caía 2-1 ante Fernández Vial. A su vez, San Felipe ganaba al ya descendido Unión La Calera, pero el empate de Audax Italiano y Santiago Wanderers en el Monumental, lo dejó sin opción sin ascender, pero con el cupo a la Promoción asegurado. Junto con ello, el excelente papel de Ñublense en la Copa Chile de ese año, donde eliminó sorpresivamente a Colo-Colo en la segunda fase, hizo crecer el interés en la competición. 
La combinación de resultados favoreció a Santiago Wanderers, que junto con Audax Italiano, sellaron su ascenso a Primera División, aunque caturros e itálicos tuvieron que definir el título, en un desempate de ida y vuelta, que terminó con los caturros, siendo el equipo campeón. Por su parte, Magallanes (que fue el campeón de la Tercera División de ese año), reemplazó a La Calera en la Segunda División, que pasó a llamarse Primera B, a partir de 1996.

## Movimientos divisionales
| Pos | a Primera División 1995       |
| --- | ----------------------------- |
| 1º  | Deportes Concepción (Campeón) |
| 2º  | Huachipato                    |

| Pos | desde Tercera División de Chile 1994 |
| --- | ------------------------------------ |
| 1º  | Deportes Linares                     |

| Pos | Descendido desde Primera División de Chile 1994 |
| --- | ----------------------------------------------- |
| 1º  | Cobresal                                        |
| 2º  | Rangers                                         |

| Pos | Descendido a Tercera División de Chile 1995 |
| --- | ------------------------------------------- |
| 1º  | Lota Schwager                               |

## Equipos participantes
| Equipo                | Ciudad                        |
| --------------------- | ----------------------------- |
| Audax Italiano        | La Florida, Santiago de Chile |
| Cobresal              | El Salvador                   |
| Colchagua             | San Fernando                  |
| Deportes Arica        | Arica                         |
| Deportes Iquique      | Iquique                       |
| Deportes Linares      | Linares                       |
| Deportes Melipilla    | Melipilla                     |
| Deportes Ovalle       | Ovalle                        |
| Deportes Puerto Montt | Puerto Montt                  |
| Fernández Vial        | Concepción                    |
| Ñublense              | Chillán                       |
| Rangers               | Talca                         |
| Santiago Wanderers    | Valparaíso                    |
| Unión La Calera       | La Calera                     |
| Unión San Felipe      | San Felipe                    |
| Unión Santa Cruz      | Santa Cruz                    |

## Tabla final
| Pos | Equipo                | PJ | PG | PE | PP | GF | GC | Dif | Pts |
| --- | --------------------- | -- | -- | -- | -- | -- | -- | --- | --- |
| 1   | Santiago Wanderers    | 30 | 14 | 10 | 6  | 43 | 27 | 16  | 52  |
| 2   | Audax Italiano        | 30 | 15 | 7  | 8  | 54 | 35 | 19  | 52  |
| 3   | Cobresal              | 30 | 14 | 9  | 7  | 50 | 36 | 14  | 51  |
| 4   | Unión San Felipe      | 30 | 13 | 11 | 6  | 60 | 41 | 19  | 50  |
| 5   | Rangers               | 30 | 13 | 11 | 6  | 52 | 39 | 13  | 50  |
| 6   | Colchagua             | 30 | 13 | 8  | 9  | 32 | 25 | 7   | 47  |
| 7   | Fernández Vial        | 30 | 12 | 9  | 9  | 37 | 38 | -1  | 45  |
| 8   | Ñublense              | 30 | 12 | 8  | 10 | 44 | 38 | 6   | 44  |
| 9   | Unión Santa Cruz      | 30 | 12 | 5  | 13 | 43 | 53 | -10 | 41  |
| 10  | Deportes Ovalle       | 30 | 11 | 7  | 12 | 36 | 32 | 4   | 40  |
| 11  | Deportes Puerto Montt | 30 | 9  | 11 | 10 | 43 | 39 | 4   | 38  |
| 12  | Deportes Iquique      | 30 | 9  | 11 | 10 | 34 | 43 | -9  | 38  |
| 13  | Deportes Linares      | 30 | 6  | 10 | 14 | 31 | 55 | -24 | 28  |
| 14  | Deportes Melipilla    | 30 | 6  | 9  | 15 | 34 | 55 | -21 | 27  |
| 15  | Deportes Arica        | 30 | 6  | 8  | 16 | 25 | 47 | -22 | 26  |
| 16  | Unión La Calera       | 30 | 5  | 7  | 18 | 31 | 47 | -16 | 22  |

PJ=Partidos jugados; PG=Partidos ganados; PE=Partidos empatados; PP=Partidos perdidos; GF=Goles a favor; GC=Goles en contra; Dif=Diferencia de gol; Pts=Puntos
|  | Campeón. Asciende a Primera División. |
|  | Asciende a Primera División.          |
|  | Clasifica a Liguilla de Promoción.    |
|  | Desciende a Tercera División.         |

## Final
Los equipos que se ubicaron en 1° (Audax Italiano) y 2° lugar (Santiago Wanderers) —distanciados solo por la diferencia de goles, que favorecía a los itálicos— llegaron a la última fecha con igualdad de puntos. Así, se tuvieron que enfrentar en partidos de ida y vuelta para definir al campeón, a pesar de que ambos equipos, ya estaban ascendidos a la Primera División, para la siguiente temporada. El partido de ida, se jugó en el Estadio Monumental en Santiago y el partido de vuelta, en el Estadio Sausalito de Viña del Mar.
| 9 de diciembre de 1995 | Audax Italiano | 0:2 | Santiago Wanderers | Monumental, Santiago                                  |                                                       |
|                        |                |     | 17', 38' Almirón   | Asistencia: 3.461 espectadores Árbitro(s): Guido Aros | Asistencia: 3.461 espectadores Árbitro(s): Guido Aros |

| 14 de diciembre de 1995 | Santiago Wanderers | 2:1 | Audax Italiano     | Sausalito, Viña del Mar                                     |                                                             |
|                         | Almirón 22', 57'   |     | 86' (pen.) Vásquez | Asistencia: 25.000 espectadores Árbitro(s): Christian Lemus | Asistencia: 25.000 espectadores Árbitro(s): Christian Lemus |

| Bandera de Chile            |
| Campeón Santiago Wanderers  |
| Asciende a Primera División |

## Liguilla de promoción
Clasificaron a la liguilla de promoción los equipos que se ubicaron en 3° y 4° lugar de la Primera B (Cobresal y Unión San Felipe), con los equipos que se ubicaron en 14° y 13° lugar de la Primera División (Regional Atacama y Huachipato). Se agrupó a los equipos en dos llaves, el 3° de la B con el 14° de Primera y el 4° de la B con el 13° de Primera. El que ganase las llaves jugaría en Primera en 1996. 

### Primera llave
| 9 de diciembre de 1995 | Cobresal  | 1:0 (0:0) | Huachipato | El Cobre, El Salvador                                 |                                                       |
|                        | Neira 73' |           |            | Asistencia: 4.629 espectadores Árbitro(s): Jaime Toro | Asistencia: 4.629 espectadores Árbitro(s): Jaime Toro |

| 16 de diciembre de 1995 | Huachipato                            | 3:1 (3:1) (Global 3:2) | Cobresal    | Las Higueras, Talcahuano                                 |                                                          |
|                         | Castillo 6' · Torres 9' · Fuentes 40' |                        | 3' Troncoso | Asistencia: 8.109 espectadores Árbitro(s): Iván Guerrero | Asistencia: 8.109 espectadores Árbitro(s): Iván Guerrero |

Ambos equipos mantienen su categoría para el próximo año.

### Segunda llave
| 9 de diciembre de 1995 | Unión San Felipe        | 2:2 (1:1) | Regional Atacama | Municipal, San Felipe                                  |                                                        |
|                        | Martel 33' · Alonso 73' |           | 41', 61' Malbrán | Asistencia: 4.978 espectadores Árbitro(s): Luis Osorio | Asistencia: 4.978 espectadores Árbitro(s): Luis Osorio |

| 16 de diciembre de 1995 | Regional Atacama | 1:1 (1:1) (Global 3:3) | Unión San Felipe | Luis Valenzuela Hermosilla, Copiapó                            |                                                                |
|                         | Correa 30'       |                        | 6' Castro        | Asistencia: 4.537 espectadores Árbitro(s): Salvador Imperatore | Asistencia: 4.537 espectadores Árbitro(s): Salvador Imperatore |

Pese a que terminaron empatados a 3 goles en el marcador global, Regional Atacama mantiene automáticamente la categoría, por anotar más de un gol de visita en el partido de ida. En consecuencia, Ambos equipos mantienen su categoría para el próximo año.

## Goleadores
| Jugador              | Jugador             | Goles | Equipo                |
| -------------------- | ------------------- | ----- | --------------------- |
| Bandera de Chile     | Sergio Salgado      | 24    | Cobresal              |
| Bandera de Chile     | Ramón Castillo      | 15    | Deportes Melipilla    |
| Bandera de Argentina | Javier Alonso       | 15    | Unión San Felipe      |
| Bandera de Chile     | Rodrigo Delgado     | 14    | Audax Italiano        |
| Bandera de Chile     | Rodrigo Garrido     | 12    | Ñublense              |
| Bandera de Argentina | Sergio Orzuza       | 12    | Rangers               |
| Bandera de Uruguay   | Sergio Vázquez      | 12    | Rangers               |
| Bandera de Chile     | Alfredo Núñez       | 11    | Deportes Arica        |
| Bandera de Argentina | Jorge Almirón       | 11    | Santiago Wanderers    |
| Bandera de Chile     | Juan Aliaga         | 11    | Unión La Calera       |
| Bandera de Chile     | Pascual de Gregorio | 11    | Unión Santa Cruz      |
| Bandera de Chile     | Edgardo Garcés      | 10    | Deportes Puerto Montt |
| Bandera de Argentina | Francis Ferrero     | 10    | Deportes Puerto Montt |